# 詹天佑
詹天佑（1861年4月26日—1919年4月24日），字眷誠，號達潮，廣東省廣州府南海县（今广州市荔湾区）人，祖籍安徽省徽州府婺源县，中國首位鐵路总工程師，負責修建了京張鐵路等诸多工程，有「中國鐵路之父」、「中國近代工程之父」之稱。詹天佑是首批中國留美幼童之一，美國耶魯大學哲學學士（Ph.B），香港大學荣誉法学博士，英国土木工程师学会会员（首位加入国际学术团体的中国学者）。

## 生平

### 早年

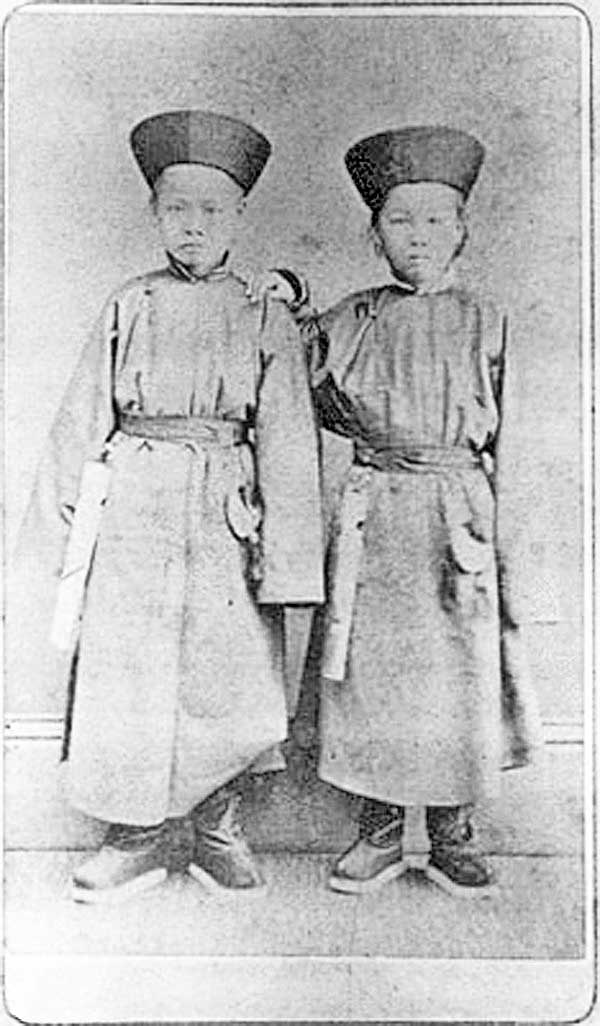
1872年詹天佑（左）和潘铭钟（右）在到达康涅狄格州纽黑文后的合影

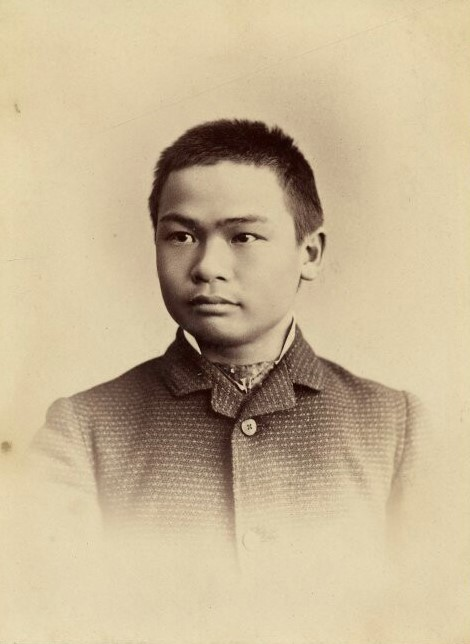
學生時代的詹天佑

1861年4月26日，詹天佑出生於西关十二甫（當時西關屬南海縣境內）。
1872年，清末革新思想家容闳在香港招考幼童。詹兴洪的好友谭伯邨，在澳门经商，见多识广，很有开明之见，力劝詹兴洪夫妇送詹天佑报考出洋。谭伯邨是中山人，很喜欢詹天佑，认为他聪明坚毅，将来定有所成，于是早早地把四女儿谭菊珍许配了给他。詹兴洪后委托谭伯邨带上詹天佑到香港报名，詹天佑幼年就读私塾，学习很好，到香港报考成功，刚刚12岁的詹天佑考进了幼童出洋预备班。1872年8月，包括詹天佑在内的首批清代官派美留学幼童30人远赴美国。（見中國留美幼童）
其父詹興洪為詹天佑所具之《出洋志願書》道出了詹家的源流：
具結人詹興洪今與具結事，

茲有子天佑，情願送赴憲局，帶往花旗國肄業，學習機藝。回來之日，聽從中國差遣，不得在外國逗留生理。倘有疾病生死，各安天命，此結是實。

童男，詹天佑，年十二歲，身中，面圓白，徽州府婺源縣人氏。曾祖文賢。祖世鸞。父興洪。

同治十一年三月十五日

詹興洪（親筆畫押）

### 赴美留學
詹天佑入美國小學、中學學習，讀書期間興趣非常廣泛，表現出讓同學驚異的學習能力和接受能力，在美國這種臥虎藏龍之地，詹天佑永不言後，刻苦鑽研，各科成績都很優秀，特別是數學，經常拿獎學金。課餘時間，他閱讀了大量具有民主思想的進步作家的文學作品，他還喜愛游泳、滑冰、釣魚、打球等各種體育活動，特別喜歡打棒球，而且水準讓美國人都震驚。
1878年，詹天佑以優異成績進入耶魯大學，修讀土木工程，鐵路專業。他選擇鐵路，乃因為西方正興起以鐵路起飛帶動經濟起飛的理論，美國鐵路正處於高速發展的高潮期，詹天佑親身經歷，意識到鐵路對中國的重要性。
另外，適值美國舉行建國100周年慶祝，出洋預習班的同學們參加了一個規模巨大的百年博覽會，見識了美國建國100年來的各項生產成就和當時世界上最新的科學技術成果。他們目睹北美西歐科學技術的巨大成就，對機器、火車、輪船及電訊製造業的迅速發展讚嘆不已。而在中國館裡，展品都是中國傳統的農副產品和手工製品，比西方資本主義機器大生產落後了整整一個時代。是次活動刺激了詹天佑，感受到中國與西方的差距，堅定了他學習鐵路建設的決心，要學好西方先進技術。
1881年5月，以「碼頭起重機研究」為論文畢業，得學士學位。同年，清政府撤回所有留學生。百多名留學生中，只有詹天佑及歐陽庚能及時取得學位。

### 修築鐵路
詹天佑回國後，當時中國沒有修築鐵路的工作，他只好被派送到福建馬尾船政學堂學習駕駛，1882年7月畢業，經過船上實習，1884年2月後留在後學堂任教。1883年，中法戰爭爆發。詹天佑並沒參加該次戰伇，《字林西報》報導詹天佑的功績，詹天佑在1885年被調到廣州黃埔水師學堂任教習，曾勘製廣東沿海海圖。

#### 唐津鐵路津沽铁路段
1888年，经鄺孫謀推荐，轉入由李鴻章、伍廷芳興辦的中國鐵路公司，於英國工程師克勞德·威廉·金達之下擔任見習工程師並得到學以致用的機會。當時從天津到山海關的津榆鐵路修到灤河，要造一座橫跨灤河的鐵路橋。灤河河床泥沙很深，又遇到水漲急流。鐵橋開始由號稱世界第一流的英國工程師擔任設計，但該工程師失敗了；後來請日本工程師實行，也無法完成，最後請德國工程師出馬，不久也敗下陣來。詹天佑要求由中國人自己來建，負責工程的英國人在走投無路的情況下，只得同意詹天佑來試試。他分析各種打樁方法，仔細研究灤河河床的地質土壤情況，經過縝密的測量與調查之後，結合中國傳統的橋樑打樁方法和西方近代先進技術，採用新式的氣壓沉箱法建造橋墩，最後于1894年順利完成灤河大橋工程。也是在这一年，詹天佑得到了国际工程学界的充分认可，被选为英国土木工程师学会的会员，成为了第一个参加国际学术组织的中国学者。
由於在1887年至1888年间，詹天佑參與興建連接唐山至天津的唐津鐵路中塘沽至天津段的津沽铁路鋪軌，很快便得到金達的賞識，升任工程師和地區工程師。

#### 新易鐵路
1901年，八国联军退出北京，逃亡西安的慈禧回京后，宣布要坐火车去西陵祭祖，下令为她修築一条來往高碑店至易縣的新易鐵路。慈禧把修築铁路的事交给袁世凯负责，要求在6个月内竣工。袁世凯本想请英国工程师克劳德·威廉·金达主持修路，但却遭到法国的反对。在英法两国相持不下的情况下，1902年10月19日袁世凯正式任命詹天佑為總工程师，詹天佑以四個月時間及低廉的成本建成了鐵路。雖然這只有37公里長的路線沒有很大的實質作用，但卻是首條由中國人自行修建的鐵路。

#### 京張鐵路

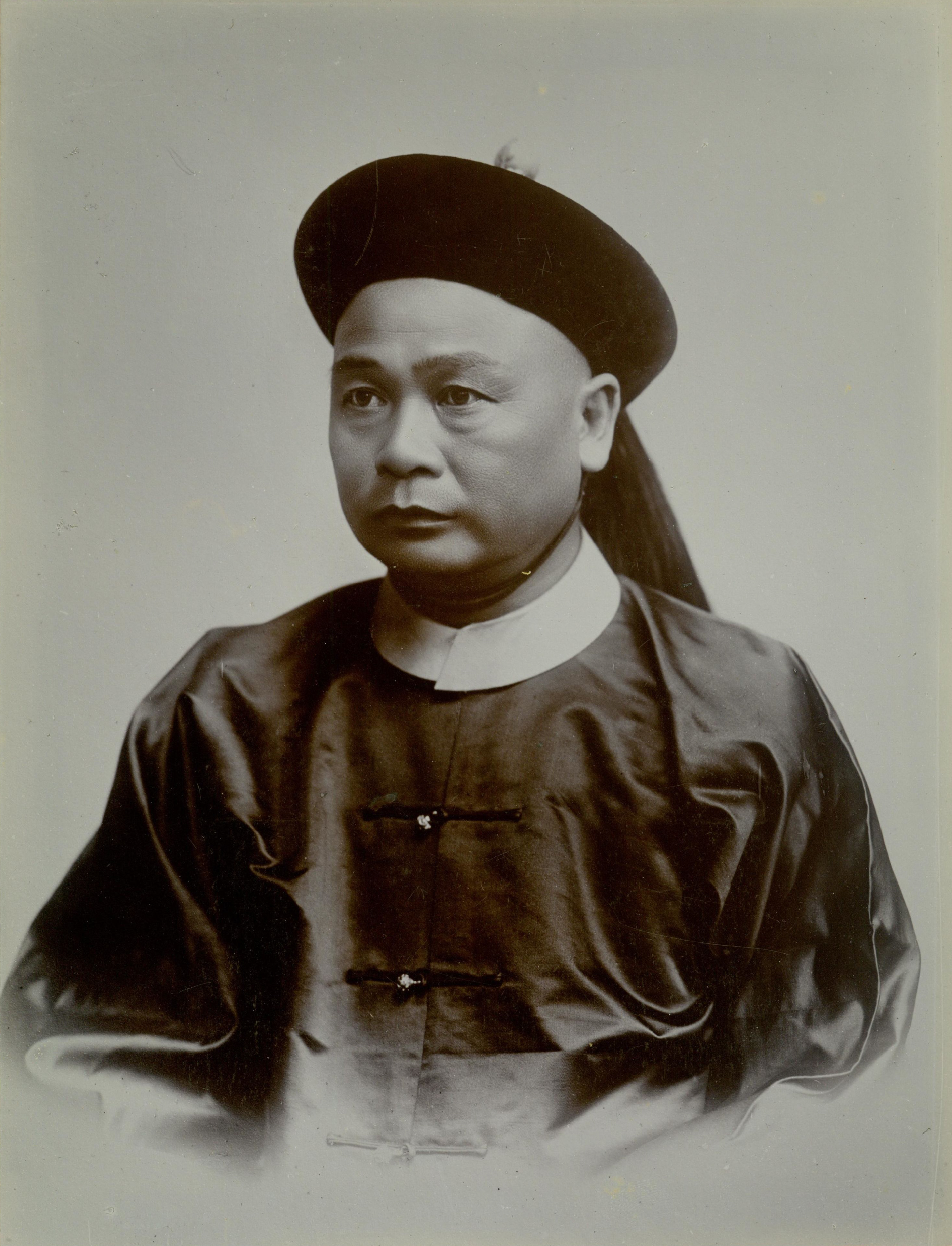
1909年10月京張鐵路建成通車時的詹天佑

之後清政府準備興建連接北京至張家口的京張鐵路。由於這條鐵路具有重要的戰略價值，英國及俄國都希望得到建造權而相持不下。然而，在英國、俄國的鐵路高級計劃測量師和工程師在經過多次的探勘後认为难度极大。因為燕山山脈群中有不少的陡峰，其中被選為｢第二隧道｣的燕山二號峰其地質大多為花崗岩以及玄武岩，很難使用一般的｢炸隧開道｣的方法，这使得列强让京张铁路追加预算资金。
1905年，袁世凱決定不用外國資金，亦不使用外國人，全部由中國自行修建京張鐵路。詹天佑被任為總工程師，之後更兼任鐵路總辦。京張鐵路全長約222公里，由於要經過長城內外的燕山山脈，需要興建不少隧道及橋樑，工程相當複雜。當時多數外國人質疑中國人自行建造這條鐵路的能力；詹天佑亦明白工程艱鉅，並關係到中國工程師的聲譽，但仍然堅持努力嘗試。詹天佑從三條本人親自勘定的路線中，選擇兼顧成本及线路走向、客流量較为适中的一條。另一條他認為线路走向、客流量較好、但因造價較高而被迫放棄的路線，在1955年建成豐沙鐵路。
京張鐵路在四年後的1909年8月11日建成，10月2日通車，施工時間比原定縮短了兩年；而建造成本亦比原來預算節省35萬两白銀。鐵路上有四條隧道，其中八達嶺隧道長1,092公尺，有居庸關隧道的三倍長，採用豎井方法挖掘；另外有二百米長，鋼架結構的懷來大橋；此外還在八達嶺段（盡是懸崖峭壁）則使用了“人”字軌道攀斜，解決了地勢險要、坡度过大而资金有限的問題。京張鐵路的成功建造，不單是中國近代工程史上的重要成就，對正掀起民間自辦鐵路風氣的中國亦起了很大的激勵作用。

### 晚年及逝世

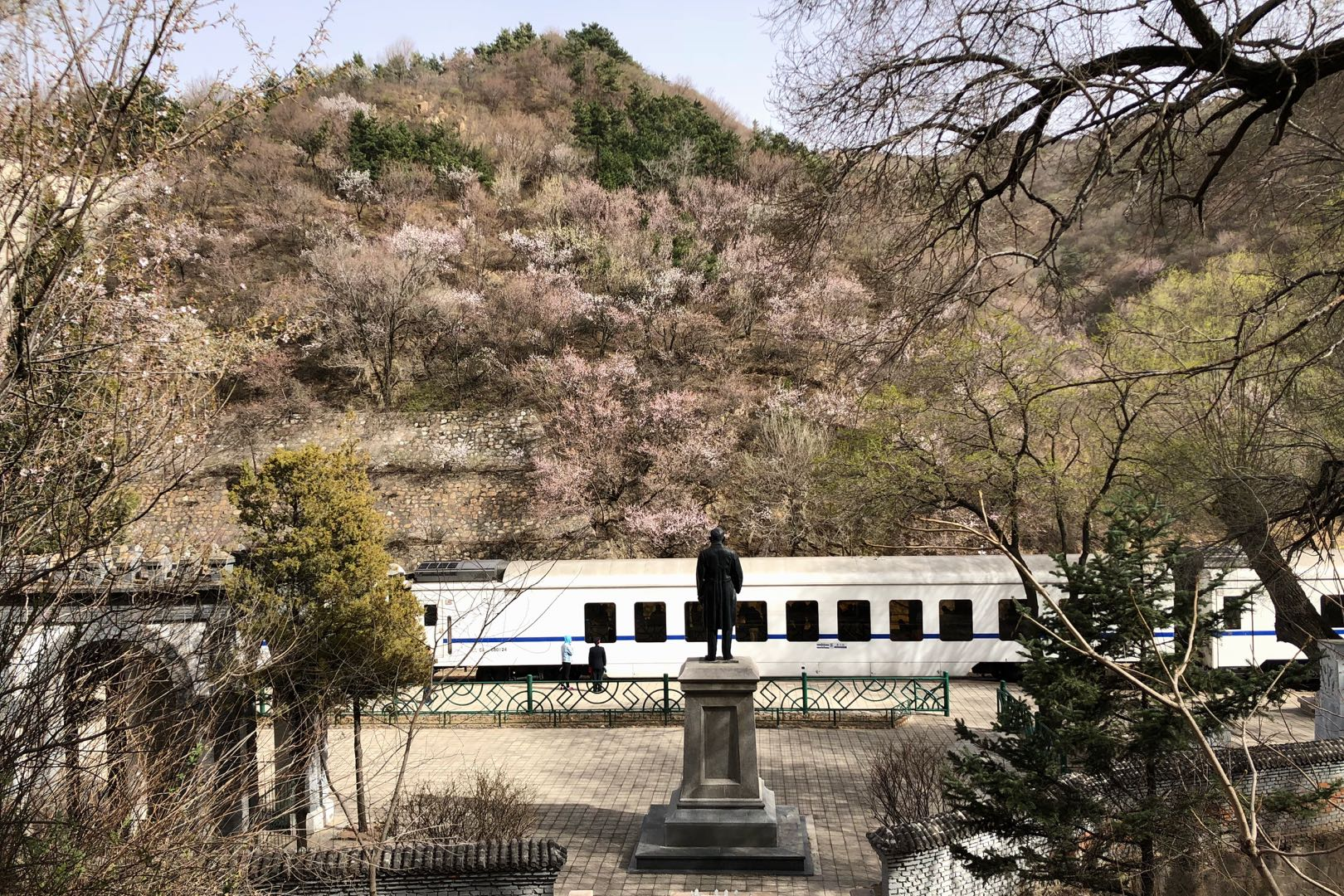
2019年春，青龙桥火车站内，京郊旅游线『长城号』从詹天佑雕像前经过。

京張鐵路建成後，詹天佑獲宣統賜工科進士，任留學生主試官等職。1910年，任廣東商辦粵漢鐵路總公司總理兼工程師，1912年兼任漢粵川鐵路會辦，負責興建粵漢及川漢鐵路。此后一直定居在汉口俄租界的鄂哈街9号（今洞庭街51号）。同年成立“中華學會”，並被推舉為首任會長。
民國成立後，1913年詹天佑獲政府委任為交通部技監，1914年6月14日，出任漢粵川鐵路督辦，是年10月獲頒授二等嘉禾章。1916年，獲香港大學頒授榮譽法學博士學位。1919年初，受命往海参崴和哈爾濱任協約國監督遠東鐵路會議中國代表。
1919年4月，詹天佑因病回漢口，4月24日去世，終年57歲。

## 身后

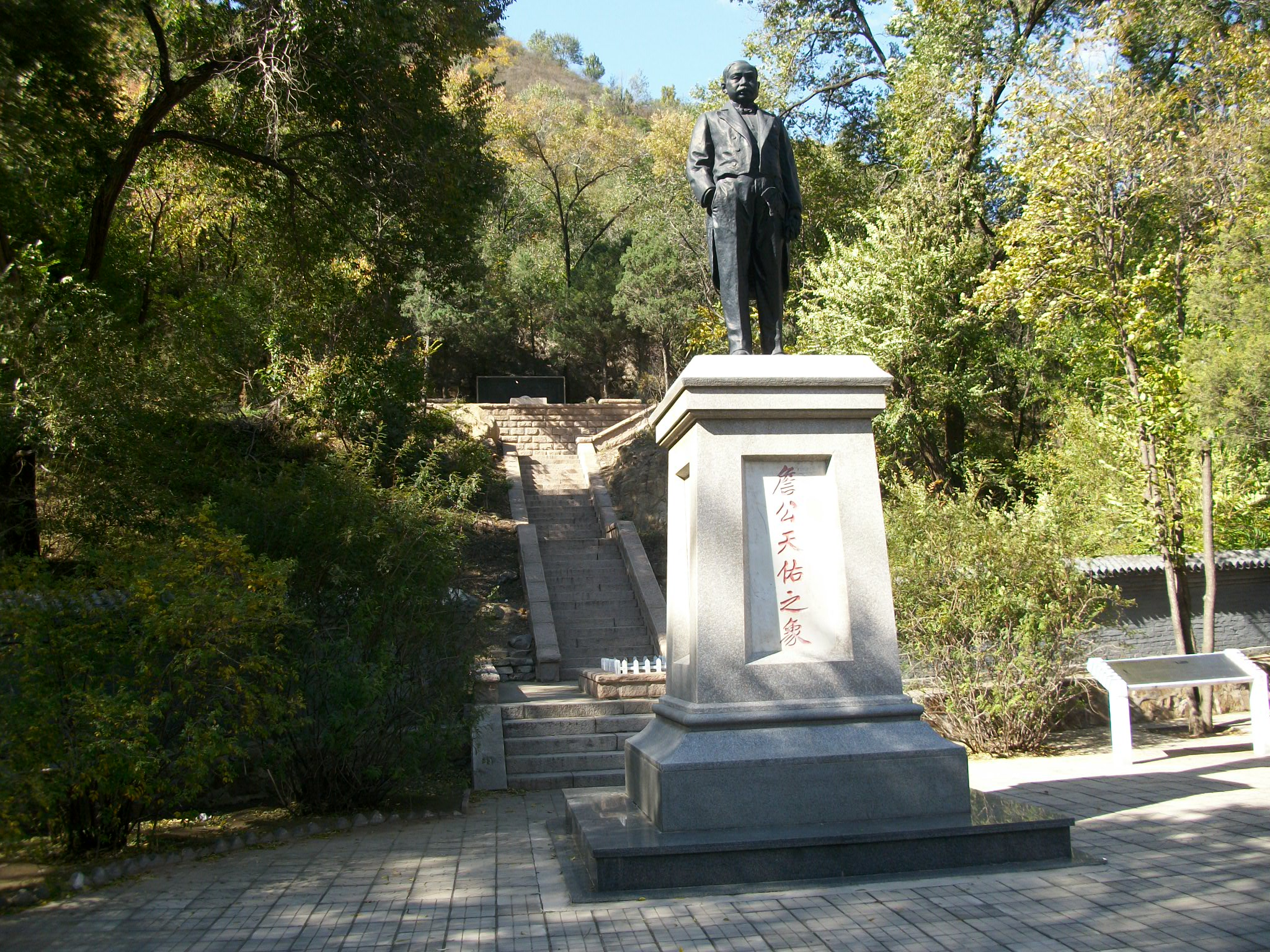
詹天佑铜像及墓

詹天佑與其妻譚菊珍原葬在北京海淀区万泉庄。在文化大革命期間，兩人墓園被紅衛兵破壞，屍首暴露。
在文化大革命結束後，中华人民共和国铁道部、北京铁路局和中国铁道学会于1982年5月20日将詹天佑及其夫人迁葬于京张铁路青龍橋火車站站房右侧。1987年，附近又建成了詹天佑紀念館。

## 家族
乾隆年间，婺源茶叶经由广州出口英国销量益增，詹天佑曾祖父、婺源人詹文贤加入贩售本地茶叶的浪潮，在广州西关外开了一家名为“万孚”的小茶行，生意红火后捐了官，并在家乡婺源花费数千银两还清兄弟积年的旧债，“祖祠灾毁，率弟捐造。村路水冲，偕众修理。”因而受到邑宰的嘉奖，名字编入了《婺源县志》——孝友传。
此后，詹文贤把儿子詹世鸾（即詹天佑祖父）也带往广东，打开更大局面，詹世鸾亦捐官列授儒林郎，有六品顶戴。
及至詹世鸾之子、詹天佑之父詹兴洪之年代，鸦片战争爆发，詹氏家道中落，詹兴洪携妻带子由广州迁往南海西关一带，一边读书，一边种田，并以刻章、代写书信维持家计。

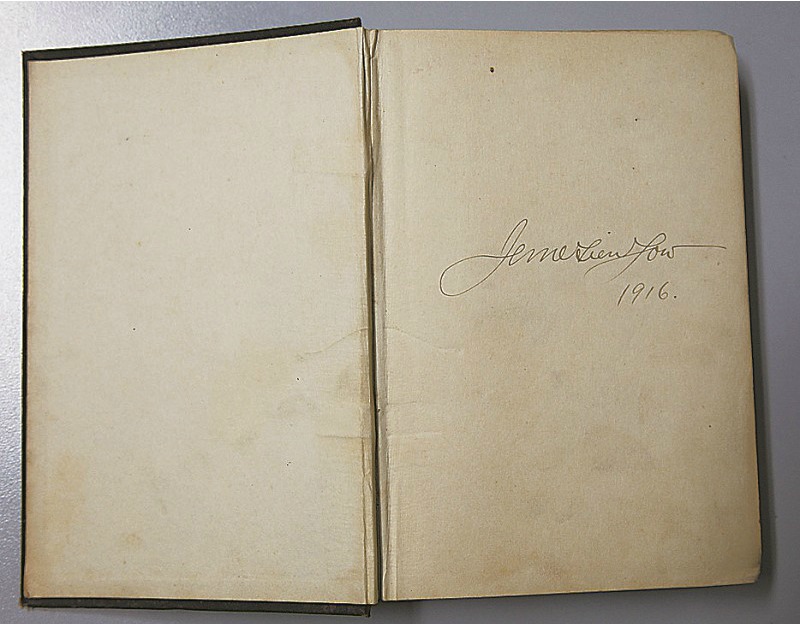
《十日談》，留有詹天佑的親筆簽名「Jeme Tien Yow」（1916年）。

詹天佑終生奉行「一夫一妻」制。1887年3月27日，26歲的詹天佑和19歲的譚菊珍在雙方父母的主持下在澳門結婚。夫妻感情很好，長女詹順蓉於1888年1月17日出生，之后，譚菊珍又連續為詹天佑生了2個女兒和5個兒子，一共5男3女，8個孩子。這8個孩子分別是:長女詹順蓉、長子詹文珖、次子詹文琮娶梁敦彦女、次女詹蕙顏(詹順香)、三女詹蕙筠(詹順帶)、三子詹文耀、四子詹文祖、五子詹文裕。近年網上訛傳詹順蓉被洋人燒死情節純屬杜撰。
詹天佑一家人雖然顛沛流離，但過著幸福美好的生活。詹天佑的8個子女都出生於不同的地方，他們分別出生於廣州、直隸林西、山海關、錦州、北京五地。鐵路修到哪，詹天佑夫婦就把家安在哪。
詹天佑因為夫人的名字中有個「菊」字，特別愛養菊花，簡直到了入迷的程度。閑暇，他用菊花把庭院裝點得花團錦簇。每當鐵路工程碰到難題時，他信步庭前，駐足菊花叢中，彷彿與花細語，以此排憂解悶。他愛菊花，只要是好品種，不管什麼價，都設法買到手。愛屋及烏，詹天佑對岳父譚伯羌也是恭敬得無以復加。譚菊珍平時吃飯較慢，常常飯未吃完，飯菜先已冷了，詹天佑就專門設計訂造了一套保溫餐具，供夫人專用。詹天佑的外侄女譚韞玉曾經說過這樣一件事:譚菊珍常年有肺病，臥病在床，常常咯血，久治不愈，無法照料丈夫生活。有人巴結詹天佑，要給他找個小妾，被詹天佑堅決拒絕，堅持細心地照料妻子，繼續維持專一的愛情。
詹天佑認為男人必須敬愛妻子，不愛妻子的男人，也必定不會忠於事業與朋友，他非常反感聽到夫妻爭吵、離婚這類事情，一旦聽說誰家夫妻不睦，他總認為錯在男人。平時，他總是反復告誡部下要尊重愛護妻子。榜樣的力量是無窮的，京張鐵路上，職工大多十分尊重妻子，家庭普遍和睦，夫妻吵口打架的事情很少發生。
詹天佑言傳身教，努力發揚奉獻國家、勇於創業、關心他人、助人為樂的好家風。后人中涌現了大批優秀人才，如三子詹文耀、四子詹文祖均畢業於北京交通大學，五子詹文裕的長子詹同濟畢業於北洋大學，是著名的鐵路工程師，次子詹同(同渲)畢業於中央美術學院，是著名的漫畫家。

## 主要成就
詹天佑修建京張鐵路期間厘定各種鐵路工程標準，並上書政府要求全國採用。中國現在仍然使用的4呎8寸半（1.435米）標準軌、鄭氏自動掛鈎等等都是出自詹天佑的提議。此外詹天佑亦著重鐵路人才的培訓，制定了工程師升轉章程，對工程人員的考核和要求作出明文規定，並且定明工程師薪酬與考核成績掛鉤。京張鐵路培訓了不少中國的工程人員，詹天佑所製定的考核章程亦成為其它中國鐵路的模仿對象。
其中鄭氏自動掛鈎又译为詹氏車鈎，被誤以為是詹天佑發明，其實是由于其发明者名字中文音译中出现了“詹”字，詹天佑只是對其做過些微修改。

### 作品
- 《铁路名词表》
- 《京张铁路工程纪略》
- 《华英工学词汇》

## 纪念

### 广州市

#### 故居

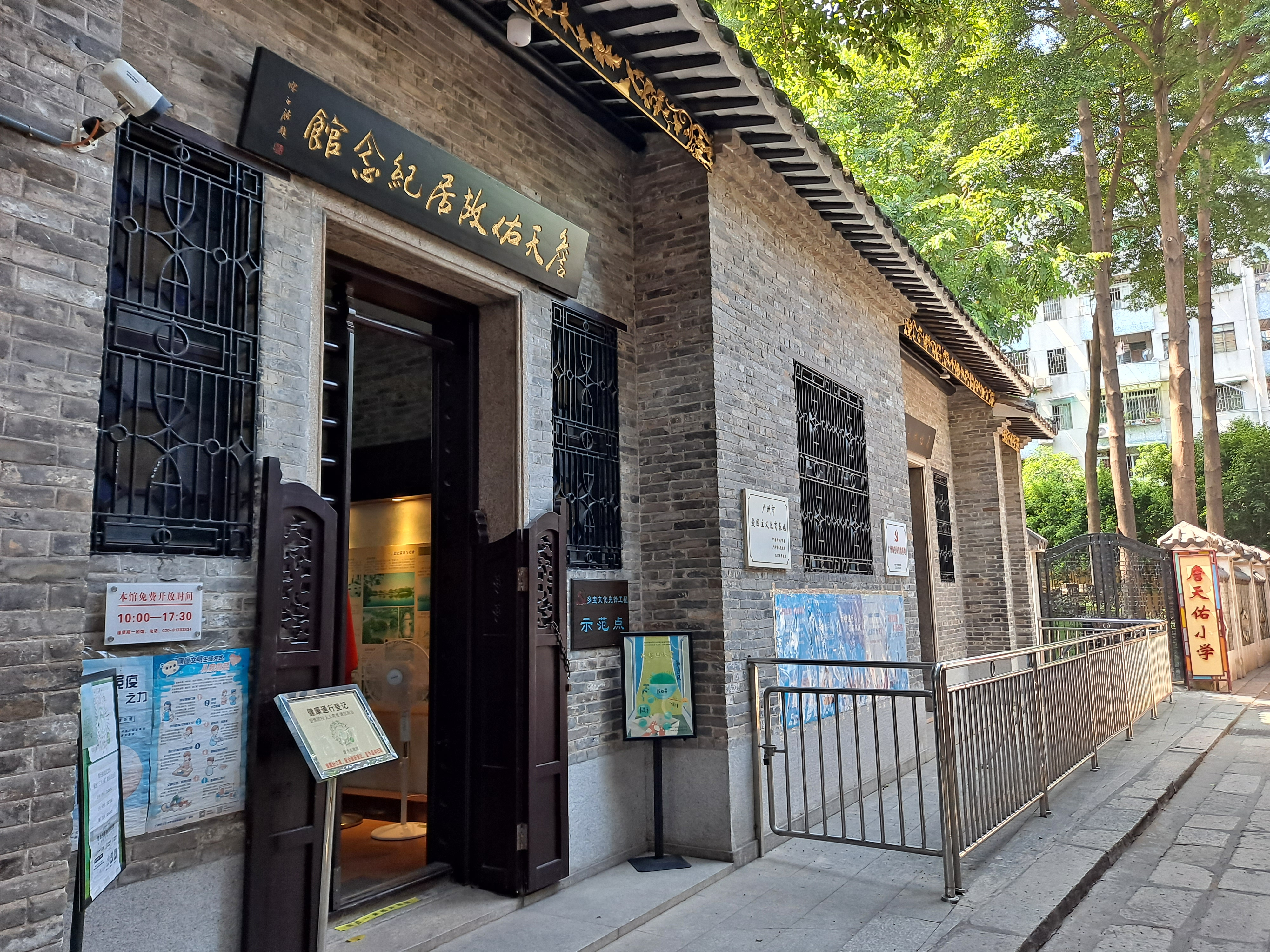
詹天佑故居纪念馆

2004年，荔湾区当局决定重修十二甫詹天佑故居，同时建立詹天佑博物馆。詹天佑故居地处恩宁路十二甫西街芽菜巷42号，是詹天佑出生和童年生活的地方，原址为二层半的西关大屋式建筑，佔地面积仅40多平方米，且相當破旧。
2002年10月，荔湾区教育局为改造“麻雀学校”十二甫西小学，开始扩徵周边旧民居，詹天佑故居也被纳入清拆红线內。後经荔湾区部分政协委员的及時提议，保留了故居及邻旁的水月宮，开发成詹天佑故居纪念馆，作为爱国主义教育场所和名人故旅游景点。该小学亦更名为詹天佑小学。
整修后的詹天佑故居纪念馆分为故居、纪念馆四个房间和前后花园等部分，占地面积扩大至200多平方米，比旧址扩大五倍多。詹天佑故居及纪念馆，现已恢复成旧有的西关大屋格局，建筑立面选用传统的青云砖，正面两个出入口均设有角门、（木趟）栊门和厚重的木门，墙面上有满洲窗，两侧前后花园也可通行。故居大厅的布局参照的是一张摄于1880年代詹天佑在广州家中所拍的玻璃底片，底片上有八仙桌、八仙椅等酸枝家具，墙上挂着名人字画，还有几个镶满照片的镜框，这张玻璃底片在故居封藏了一个多世纪后，在2004年偶然被发现。
詹天佑修建京张铁路，在开凿居庸关和八达岭两个隧道时，将地势陡险、坡度大的八达岭设计成“人”字路线，使列车顺利行驶，此举成为中国铁路建设的一大创举，因此修葺故居时特地在纪念馆前花园搭建了微型的“人”字形京张铁路和八达岭长城以作为纪念。

#### 广州南站
2021年，广州当局将新广州南站的东广场命名为詹天佑广场。广场以詹天佑为主题，设有其个人雕像、“人字铁轨”模型等景观。2024年春运期间，詹天佑广场临时开放，以供疏导广州南站的人流。

### 京张铁路沿线

#### 青龙桥站
- 1922年，青龙桥站竖立詹天佑铜像。[19]

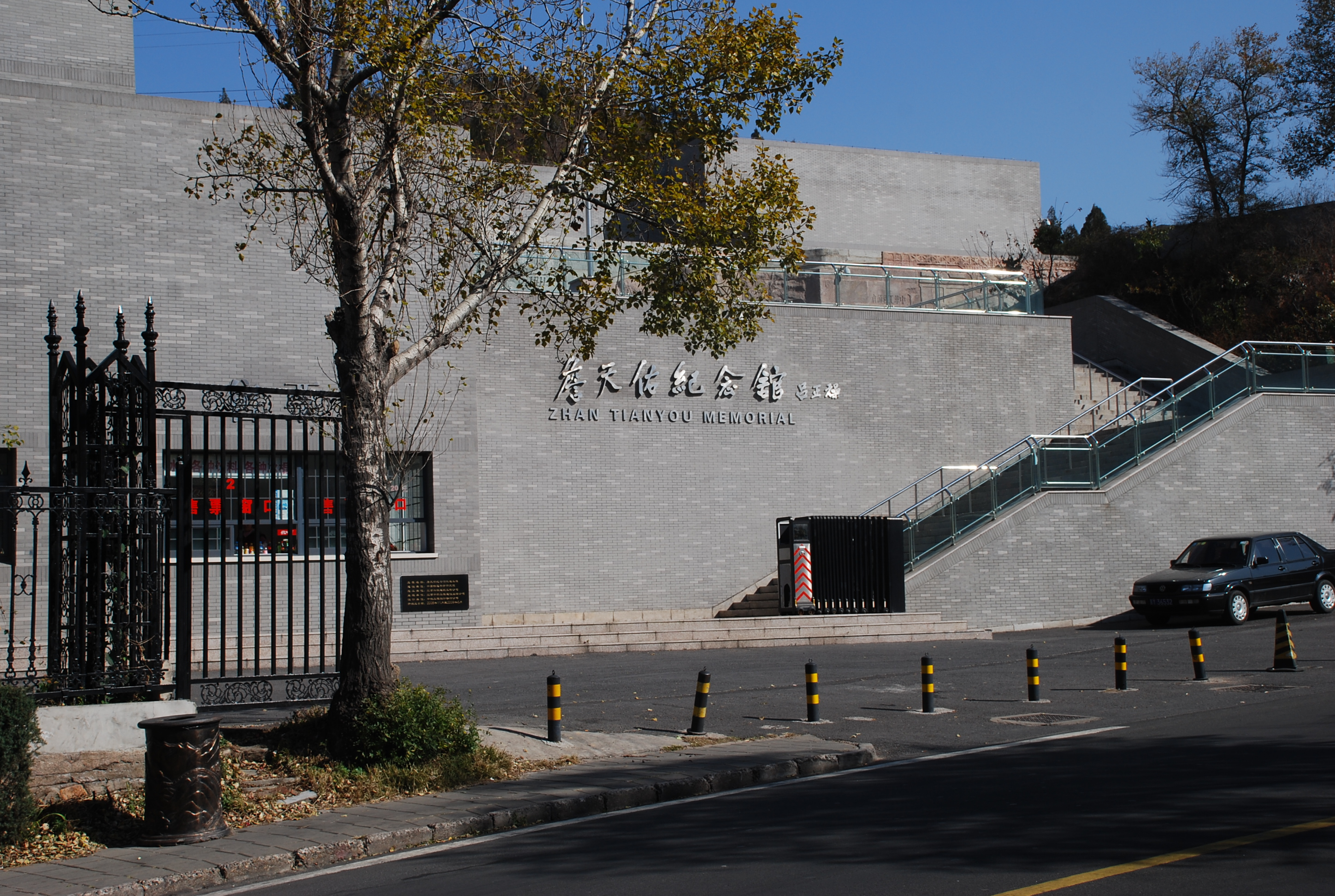
詹天佑纪念馆

- 1987年，在八达岭长城建成詹天佑纪念馆。

#### 张家口站
- 2005年10月12日，纪念京张铁路开工100周年时，在张家口南站（现为张家口站）“中国铁路之父”詹天佑的铜像揭幕。

#### 北京交通大学
- 北京市海淀区北京交通大学校内立有詹天佑全身塑像。

### 婺源县

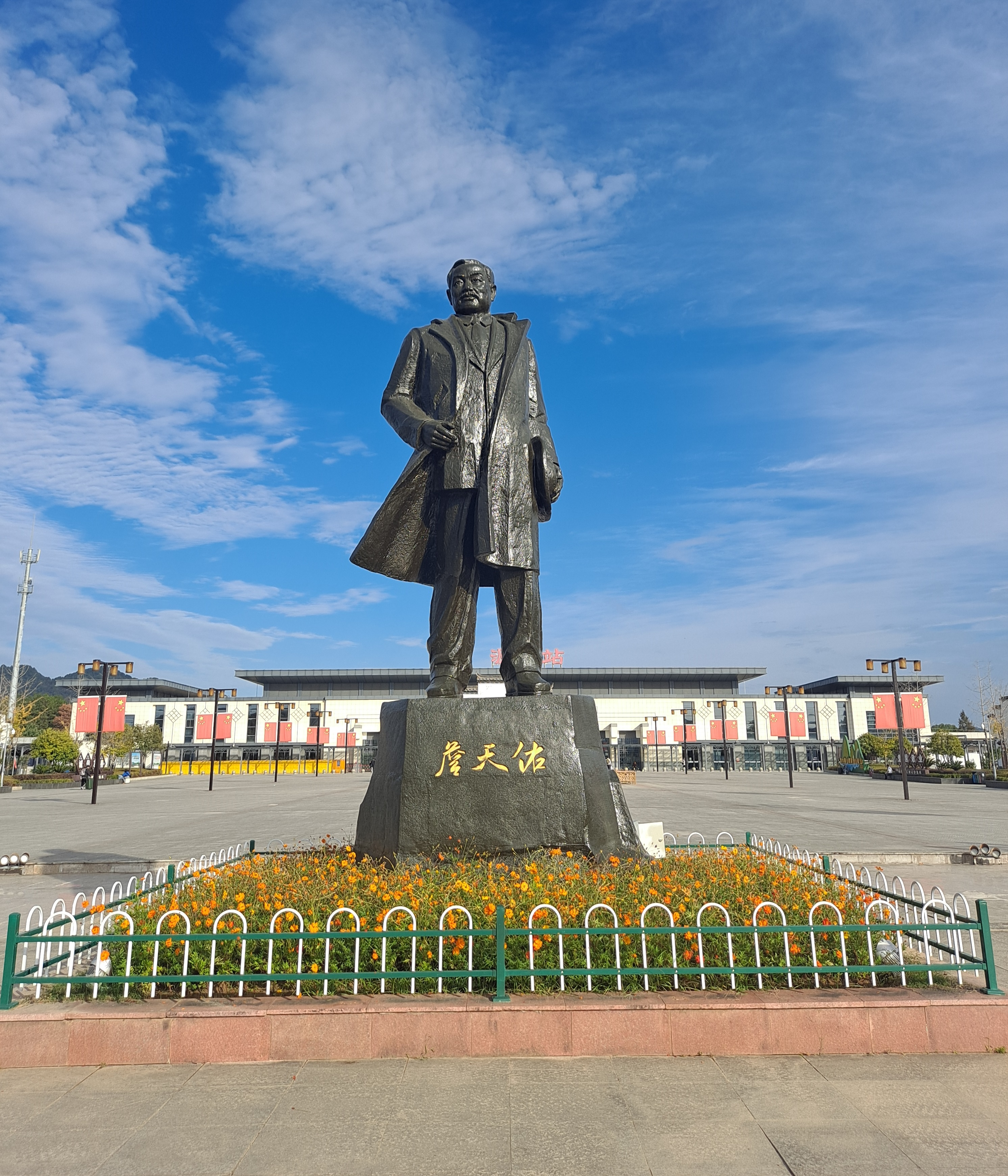
婺源站詹天佑雕像

- 婺源县婺源二中为纪念詹天佑，于1993年11月经省人民政府批准定名为“天佑中学”并沿用至今，天佑中学校门口立有詹天佑铜像。
- 婺源县浙源乡庐坑村于2014年5月18日设立詹天佑铜像。[20]
- 2015年6月28日开通的合福客运专线婺源站站前广场立有詹天佑塑像。

### 西南（唐山）交通大学
西南（唐山）交通大学成都校区建有詹天佑体育馆，馆前矗立着詹天佑塑像；西南交通大学峨眉校区图书馆前也有詹天佑塑像；西南交通大学犀浦校区建有天佑斋学生宿舍。

### 中国土木工程詹天佑奖
中国土木工程詹天佑奖（英語：Tien-yow Jeme Civil Engineering Prize；又称“詹天佑奖”、“詹天佑大奖”）是由中国土木工程学会和北京詹天佑土木工程科学技术发展基金会于1999年联合设立的奖项，为中国大陆土木工程领域工程建设项目科技创新的最高荣誉奖、“詹天佑土木工程科学技术奖”的主要奖项。截至2022年1月，已颁发19届。

### 崩坏：星穹铁道
上海米哈游公司开发的电子游戏《崩坏：星穹铁道》的公測日为2023年4月26日，恰巧是农历的三月初七。该游戏LOGO中的角色及吉祥物三月七的生日也是4月26日，這一天恰巧也是中国铁道之父詹天佑的诞辰。外界推测米哈游此举意在纪念詹天佑本人。

## 延伸阅读
[在维基数据编辑]
 《游美同學錄·詹天佑》，出自《游美同學錄》
 在维基共享资源阅览影像